# Ik heb een toeter op m'n waterscooter
Ik heb een toeter op m'n waterscooter is een liedje van de Gebroeders Ko. Het nummer kwam uit in juli 2002 en heeft op de 18e plek in de single top 100 gestaan. In 2012 kwam hier een nieuwe versie van uit.